# 탈세

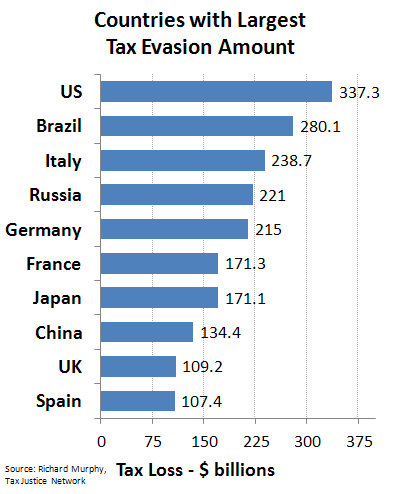
탈세가 많은 국가

탈세(脫稅, 영어: tax evasion)는 허위 기타 부정한 행위에 의하여 납세를 면탈하는 범죄 행위이다. 탈세는 적법한 절세와 구별되며 사법(私法)의 형성 가능성을 이용한 합법적 조세 회피(tax avoidance)와 구별된다. 탈세를 하면 범죄이기 때문에 형사처벌과 함께 관공서에 의해 강제 징수가 될 수 있다.

## 현실
자신이 누구인지 전혀 밝히지 않은 상태로 신고를 할 수 있다. 이 때문에 자영업자나 중소기업의 경우 경쟁업체를 몰락시키기 위한 수단, 임금을 체불당하는 등 부조리를 겪었을 경우의 수단으로서 작용할 수 있다. 실명신고의 경우 다시는 만나지 않을 생각으로 하며 휴대폰 녹음기능을 가지고 몰래 녹음한 뒤 국세청에 신고한다. 탈세 금액이 많다면 포상금을 받을 수 있다.

## 같이 보기
- 게리 베커
- 돈 세탁
- 절세
- 조세 회피(tax avoidance)
- 조세 피난처(tax haven)
- 조세 불응(tax noncompliance) - 합법적 조세 회피(tax avoidance)와 불법적 탈세(tax evasion)를 합친 개념이다.